# United States Army Recruiting Command
O United States Army Recruiting Command (USAREC) é responsável por guarnecer tanto o Exército Ativo quanto a Reserva do Exército dos Estados Unidos, garantindo segurança e prontidão para nossa nação. 

## Visão geral
As operações de recrutamento são realizadas nos Estados Unidos, Porto Rico, Ilhas Virgens, Guam, Samoa Americana e nas instalações dos EUA na Alemanha e na Ásia. Este processo inclui o recrutamento, exame médico e psicológico, indução e processamento administrativo do potencial pessoal de serviço.
O USAREC é uma unidade de subordinação direta do "United States Army Training and Doctrine Command" (TRADOC) e é comandado por um general-de-divisão e assistido por dois vice-comandantes gerais (general de brigada). O Comando emprega mais de 10.000 recrutadores de componentes ativos e de reserva em mais de 1.400 centros de recrutamento nos Estados Unidos e no exterior, quase todos soldados alistados. Os soldados selecionados para servir como recrutadores são voluntários ou selecionados pelo Departamento do Exército para uma missão de três anos como recrutadores destacados; assim que concluírem sua missão de três anos, os soldados podem retornar à sua especialidade ocupacional militar (MOS) primária ou permanecer no campo da carreira de recrutamento. Aqueles que permanecem no campo da carreira de recrutamento são considerados recrutadores de quadros e compõem a maioria da liderança alistada do comando, proporcionando experiência, treinamento e continuidade ao Comando.